# 426
Cette page concerne l'année 426  du calendrier julien. Pour l'année 426 av. J.-C., voir 426 av. J.-C. Pour le nombre 426, voir 426 (nombre).
L'année 426 est une année commune qui commence un vendredi.

## Événements
- 28 février :  Sisinios devient patriarche de Constantinople[1].
- 25 juillet : date traditionnelle de la mort l'évêque de Troyes Ursus (Ours)[2].
- Loup, moine de Lérins, lui succède probablement à la fin de l'année, jusqu'en 479[3].
- 7 novembre : la Loi des citations est publiée au nom de Théodose II, empereur romain d’Orient et Valentinien III, empereur romain d’Occident[4].
- Les Wisigoths assiègent Arles sans succès. Aetius libère la ville avec l’appui de troupes hunniques[5].
- L'évêque d’Arles Patrocle est assassiné sur ordre du maître de la milice Félix[1].

## Décès en 426
- Patrocle, archevêque d’Arles.